# 青空百景
『青空百景』（あおぞらひゃっけい）は、ムーンライダーズの7枚目のオリジナル・アルバム。1982年9月25日発売。

## 解説
JAPAN RECORD移籍第一弾アルバム。
本作は『MANIA MANIÈRA』が完成後に発売中止となったのを受け、制作が開始された。ジャケットのロケは鳥取砂丘。

## 影響
カーネーションの直枝政広が当時本作に強い影響を受け、POLYSICSのハヤシは「聴いたことのない音に衝撃を受けた」と語っている。
わかつきめぐみは本作を聴いて、イメージ・アルバム『わかつきめぐみの宝船ワールド』の制作に鈴木慶一を指名している。

## カバー
「青空のマリー」はTVアニメ『魔法遣いに大切なこと 〜夏のソラ〜』内で笹生実久がカバー。

## 収録曲
全編曲：ムーンライダーズ

### SIDE A
1. 僕はスーパーフライ
作詞・作曲：鈴木慶一
2. 青空のマリー
作詞：佐伯健三・ムーンライダーズ　作曲：白井良明
3. 霧の10㎡
作詞・作曲：鈴木博文
4. 真夜中の玉子
作詞：鈴木博文　作曲：鈴木慶一・鈴木博文
5. トンピクレンッ子
作詞：白井良明　作曲：白井良明・ムーンライダーズ

### SIDE B
1. 二十世紀鋼鉄の男
作詞：橿渕哲郎　作曲：橿渕哲郎・ムーンライダーズ
2. アケガラス
作詞：鈴木博文　作曲：岡田徹
3. O.K.パ・ド・ドゥ
作詞：橿渕哲郎　作曲：岡田徹・橿渕哲郎・鈴木慶一
4. 物は壊れる、人は死ぬ 三つ数えて、眼をつぶれ
作詞：鈴木慶一　作曲：岡田徹・ムーンライダーズ
5. くれない埠頭
作詞・作曲：鈴木博文